# CRISIS (アルバム)
『CRISIS』（クライシス）は、日本の女性ロック歌手・田村直美のアルバムである。2005年11月21日発売。

## 概要
数々の企画アルバムのリリースを経て約5年ぶりにリリースしたオリジナル・アルバム。プロデュースは一部の編曲を担当した須貝幸生と共同で行っており、1990年代に多数の編曲に参加したクレイジーケンバンドの高橋利光（鷹羽仁名義）も参加している。

## 批評
『CDジャーナル』は「ファンキーなロックサウンドには力強く、優しいバラードでは繊細。」「聴き手が目の前に自然と見えてくるような佇まいがいい。」と評した。

## 収録曲
1. Twister
作詞：KAPI・田村直美　作曲：田村直美・ichiro　編曲：ichiro
2. Feel So Down
作詞・作曲：田村直美　編曲：須貝幸生
3. The piece of piece
作詞：田村直美　作曲：田村直美・角田崇徳　編曲：角田崇徳
4. Remember who you are
作詞：田村直美　作曲：田村直美・Joey Carbone　編曲：山田友紀
5. GOT MY WAY
作詞：GRACE・田村直美　作曲：田村直美・Joey Carbone　編曲：須貝幸生
6. We're going to move on
作詞：田村直美　作曲：田村直美・ichiro　編曲：須貝幸生
7. HOME
作詞・作曲・編曲：田村直美
8. LAST LOVE
作詞：田村直美　作曲：田村直美・Joey Carbone　編曲：鷹羽仁
9. Everybody run on a bumpy road
作詞：田村直美　作曲：田村直美・ichiro　編曲：ichoro
10. Can't live without this love
作詞：田村直美　作曲：田村直美・ichiro　編曲：須貝幸生
11. All My Relations
作詞：田村直美　作曲：田村直美・ichiro　編曲：田村直美

## レコーディング参加
- ichiro - ギター
- 須貝幸生 - ベース、プログラミング
- 鷹羽仁（クレイジーケンバンド） - キーボード
- 小柳昌法（GaGaalinG） - ドラム